# Штиф, Альберт
Альберт Штиф (нем. Albert Stief; 19 марта 1920, Санкт-Ингберт — 10 сентября 1998, Берлин) — немецкий политик, член СЕПГ. Министр и председатель Комитета Рабоче-крестьянской инспекции ГДР.

## Биография
По окончании народной школы Альберт Штиф в 1934—1938 годах обучался на машиностроителя в Мюнхене. Работал по профессии до 1939 года, затем некоторое время работал по призыву Германского трудового фронта и позднее был призван на службу в вермахт. 2 января 1943 года в звании старшего сержанта перешёл на сторону Красной армии. В плену Штиф вступил в Национальный комитет «Свободная Германия», прошёл обучение в 27-й антифашистской школе в Красногорске и затем был назначен фронтовым уполномоченным НК «Свободная Германия».
В 1945 году Штиф вступил в восстановленную КПГ и работал делопроизводителем и начальником отдела в администрации земли Саксония. В 1946—1948 годах руководил лагерем переселенцев в Эльстерхорсте под Хойерсвердой. Перешёл на работу начальником отдела в райком СЕПГ в Хойерсверде, затем занял должность секретаря райкома. В 1950 году был назначен на работу в райсовет Хойерсверды, где начинал начальником отдела и советником по хозяйственным вопросам. В 1952 году был отправлен на учёбу в Высшую партийную школу КПСС в Москве. Вернувшись в ГДР, Штиф в августе 1953 года был назначен первым секретарём окружного комитета СЕПГ в Котбусе и занимал эту должность до июня 1969 года. В этот период Штиф учился на заочном отделении Берлинской высшей школы экономики и защитил докторскую диссертацию. В 1957—1969 годах Штиф являлся депутатом окружного собрания Котбуса. В 1960 году Штиф был принят кандидатом, а в 1963 году — членом СЕПГ. Являлся депутатом Народной палаты ГДР в 1963—1990 годах и входил в состав комитета национальной обороны.
В 1969—1971 годах Альберт Штиф занимал должность заместителя министра по руководству и контролю окружных и районных советов. В 1971—1977 годах Штиф работал на должности статс-секретаря Комитета Рабоче-крестьянской инспекции и одновременно входил в состав комитета национальной обороны. В 1977 году Штиф был назначен министром и председателем Комитета Рабоче-крестьянской инспекции. Сложил полномочия 22 ноября 1989 года по состоянию здоровья.